# Glacier Shinnan
Le glacier Shinnan (anglais : Shinnan Glacier ; japonais : 新南氷河, Shinnan Hyoga) est un glacier qui commence au nord-ouest de la côte et qui va jusqu'à l'est des Shinnan Rocks. Il marque la division entre la Terre de la Reine-Maud et la Terre d'Enderby et fait partie intégrante du Territoire antarctique australien revendiqué par l'Australie.

## Découverte et cartographie
Il a été cartographié par des études et des reportages photographiques aériens réalisés entre 1957 et 1962 par l'expédition de recherche antarctique japonaise (Japanese Antarctic Research Expedition). C'est cette dernière qui lui donna son nom Shinnan Hyōga (littéralement « glacier du nouveau sud »).